# Paris-Troyes
A Paris-Troyes é uma corrida ciclista profissional de um dia francesa que se disputa entre Provins (arredores de Paris) e Troyes, que nos últimos anos se disputa no mês de março.
Criada em 1910, foi até 2004 uma corrida amador (em 2004 na máxima categoria para corridas amador: 1.6) por isso a maioria de ganhadores têm sido franceses. Desde a criação dos Circuitos Continentais UCI em 2005 faz parte do UCI Europe Tour, dentro da categoria 1.2 (última categoria do profissionalismo).
Está organizada pelo U.V.Aube.

## Palmarés
Em amarelo: edição amador.
| Ano       | Ganhador                                      | Segundo                                       | Terceiro                                      |
| --------- | --------------------------------------------- | --------------------------------------------- | --------------------------------------------- |
| 1910      | Marius Choque                                 |                                               |                                               |
| 1913      | Frank Henry                                   |                                               |                                               |
| 1923      | André Leducq                                  |                                               |                                               |
| 1926      | André Aumerle                                 | Georges Robert                                | Octave Dayen                                  |
| 1933      | Jean Bidot                                    | Marcel Bidot                                  | André Gabard                                  |
| 1934      | Marcel Bidot                                  | Louis Krauss                                  | Marcel Blanchon                               |
| 1935      | Jules Rossi                                   | Marcel Bidot                                  | Jean Bidot                                    |
| 1936      | Camille Muls                                  | Jean Bidot                                    | Louis Thietard                                |
| 1938      | Olivier Pierre                                | Paul Couderc                                  | Quillier                                      |
| 1939-1945 | Edições não disputadas pela II Guerra Mundial | Edições não disputadas pela II Guerra Mundial | Edições não disputadas pela II Guerra Mundial |
| 1946      | Roger Queugnet                                | Roger Lejeune                                 | Charles Coste                                 |
| 1947      | Michel Rabut                                  | Pierre Scalbi                                 | Gerwig                                        |
| 1948      | Mario Mathieu                                 | Louis Aubrun                                  | Julien Conan                                  |
| 1949      | Anzio Mariotti                                | Gabriel Faille                                | Doze corredores ex-aequo                      |
| 1950      | Roger Bertaz                                  | Louis Cavanna                                 | Jean Carle                                    |
| 1951-1958 | Não se disputou                               | Não se disputou                               | Não se disputou                               |
| 1959      | Michel Bauchet                                | Raymond Reisser                               | Marcisse Carrara                              |
| 1960      | Daniel Dhieux                                 | Henri Belena                                  | Francis Bazire                                |
| 1961      | Claude Faveaux                                | Jean Marcarini                                | Antoine Piszczek                              |
| 1962      | Roger Jube                                    | José María Errandonea                         | Jean-Marie Poppe                              |
| 1963      | Max Sinoquet                                  | Aimable Denhez                                | Jean-Paul Caffi                               |
| 1964      | Jean-Pierre Puccianti                         | Michel Prissette                              | Aimable Denhez                                |
| 1965      | André Desvages                                | Claude Guyot                                  | Jean-Paul Caffi                               |
| 1966      | Agustín Tamames                               | Robert Fuhrel                                 | Quenet                                        |
| 1967      | Robert Bouloux                                | Derek Harrison                                | José Catieau                                  |
| 1968      | Henk Hiddinga                                 | Daniel Ducreux                                | Jean-Jacques Cornet                           |
| 1969      | Jean Thomazeau                                | Yves Hézard                                   | Thierry Grandsir                              |
| 1970      | Christian Poissenot                           | Robert Fuhrel                                 | Philipp Cheetham                              |
| 1971      | Não se disputou                               | Não se disputou                               | Não se disputou                               |
| 1972      | Jacques Esclassan                             | Guy Sibille                                   | Eric Lalouette                                |
| 1973      | Guy Dolhats                                   | Joël Hauvieux                                 | Alain Meslet                                  |
| 1974      | Gérard Colinelli                              | Hubert Arbes                                  | Hubert Linard                                 |
| 1975      | Não se disputou                               | Não se disputou                               | Não se disputou                               |
| 1976      | Hubert Linard                                 | Patrick Derosier                              | Michel Herbault                               |
| 1977      | Didier Van Vlaslaer                           | Jean-Paul Marchal                             | Michel Lloret                                 |
| 1978      | Graham Jones                                  | Patrice Thévenard                             | Pascal Simon                                  |
| 1979      | Philippe Badouard                             | Jacques Desportes                             | Plaut                                         |
| 1980      | Michel Larpe                                  | Eric Delatte                                  | Pascal Guyot                                  |
| 1981      | Jozef Lieckens                                | Frans Vermaelen                               | Philippe Chevallier                           |
| 1982      | Nico Emonds                                   | Charly Mottet                                 | Laurent Eudeline                              |
| 1983      | Martin Durant                                 | Thierry Casas                                 | Denis Roux                                    |
| 1984      | Carlo Bomans                                  | Philippe Bouvatier                            | Claude Carlin                                 |
| 1985      | Jean-Jacques Philipp                          | Carlo Bomans                                  | Seamus Downey                                 |
| 1986      | Benjamin Van Itterbeeck                       | Edwig Van Hooydonck                           | Franck Petiteau                               |
| 1987      | Frédéric Gallerne                             | Eric Chanton                                  | Christophe Manin                              |
| 1988      | Laurent Bezault                               | Thierry Richard                               | Brian Smith                                   |
| 1989      | Hervé Lepinay                                 | Gilles Carlin                                 | Thierry Gouvenou                              |
| 1990      | Thierry Arnould                               | Eric Lavaud                                   | Christophe Faudot                             |
| 1991      | Thierry Dupuy                                 | Zdzislaw Wrona                                | Sylvain Bolay                                 |
| 1992      | Didier Faivre-Pierret                         | Didier Rous                                   | Ian Gilkes                                    |
| 1993      | Simon Hempsall                                | Régis Simon                                   | Marek Lheśniewski                             |
| 1994      | Gordon Fraser                                 | Gilles Maignan                                | Hervé Bihan-Poudec                            |
| 1995      | Denis Moretti                                 | Yvan Boos                                     | Philippe Lepeurien                            |
| 1996      | Jérôme Gannat                                 | Grégory Barbier                               | Stéphane Houillon                             |
| 1997      | Eric Salvetat                                 | Eric Drubay                                   | Tony Cavet                                    |
| 1998      | Saulius Ruskys                                | Yvonnick Bolgiani                             | Florent Brard                                 |
| 1999      | Marc Chanoine                                 | Sylvain Lajoie                                | Alexandre Usov                                |
| 2000      | Christophe Marcoux                            | Samuel Plouhinec                              | Olivier Martinez                              |
| 2001      | José Medina                                   | Frédéric Delalande                            | Cédric Loué                                   |
| 2002      | Mickaël Buffaz                                | Jérôme Rouyer                                 | Noan Lelarge                                  |
| 2003      | Xavier Pache                                  | Kilian Patour                                 | Noan Lelarge                                  |
| 2004      | Olivier Grammaire                             | Laurent Mangel                                | Sébastien Minard                              |
| 2005      | Florent Brard                                 | Carl Naibo                                    | Alexandre Usov                                |
| 2006      | Yuri Trofímov                                 | Cédric Coutouly                               | Stéphane Pétilleau                            |
| 2007      | Yuri Trofímov                                 | Andrey Klyuev                                 | Rein Taaramäe                                 |
| 2008      | Jean-Luc Delpech                              | Aleksandr Mironov                             | Jakob Fuglsang                                |
| 2009      | Yannick Talabardon                            | Nadir Haddou                                  | Steven Caethoven                              |
| 2010      | Cédric Pineau                                 | Jean-Marc Bideau                              | Cyril Bessy                                   |
| 2011      | Jonathan Hivert                               | Gianni Meersman                               | Mathieu Drujon                                |
| 2012      | Jean-Marc Bideau                              | Anthony Delaplace                             | Romain Bacon                                  |
| 2013      | Jean-Marc Bideau                              | Thomas Vaubourzeix                            | Julien Duval                                  |
| 2014      | Steven Tronet                                 | Kristoffer Skjerping                          | Flavien Dassonville                           |
| 2015      | David Menut                                   | Julien El Fares                               | Alexis Bodiot                                 |
| 2016      | Rudy Barbier                                  | Baptiste Planckaert                           | Pierre Barbier                                |
| 2017      | Yannis Yssaad                                 | Thomas Boudat                                 | Bert Van Lerberghe                            |
| 2018      | Adrien Petit                                  | Lorrenzo Manzin                               | Damien Touzé                                  |
| 2019      | Jérémy Cabot                                  | Tony Hurel                                    | Milan Menten                                  |

## Palmarés por países
Somente contemplam-se as vitórias profissionais.
| País   | Vitórias |
| ------ | -------- |
| França | 13       |
| Rússia | 2        |